# Ľudovít Hudek
Ľudovít Hudek (* 30. května 1948 Bratislava) je bývalý slovenský politik, v letech 1994–1996 ministr vnitra SR v třetí vládě Vladimíra Mečiara za HZDS.

## Biografie
V roce 1966 pracoval v podniku Slovnaft. V letech 1967–1972 vystudoval Právnickou fakultu Univerzity Komenského v Bratislavě, kde pak v letech 1977–1981 prodělal vědeckou aspiranturu. V letech 1974–1976 působil jako podnikový právník, od roku 1976 jako vědecko-pedagogický pracovník na Fakultě vyšetřování Vysoké školy SNB v Bratislavě.
V letech 1992–1994 byl odborným poradcem v sekci vládní legislativy na Ministerstvu spravedlnosti SR a v legislativním odboru Kanceláře Národní rady SR. V roce 1993 se stal Generálním prokurátorem Slovenské republiky. V roce 1994 působil jako komerční právník a v období prosinec 1994 - srpen 1996 jako ministr vnitra SR v třetí vládě Vladimíra Mečiara.
Ve funkci ministra čelil kritice opozice za své zvládání kauzy okolo ověřování pravosti podpisů na petičních listech strany Demokratická únia, kdy vláda prostřednictvím Hudeka požádala ústavní soud o zrušení mandátů poslanců za tuto formaci. Podílel se také na vládní argumentaci v případu únosu syna prezidenta Michala Kováče do Rakouska.